# Rühn
Rühn település Németországban, Mecklenburg-Elő-Pomeránia tartományban. Lakosainak száma 624 fő (2023. december 31.).

## Népesség
A település népességének változása:
| Lakosok száma | 608  | 603  | 621  | 628  | 624  |
|               | 2017 | 2019 | 2021 | 2022 | 2023 |